# Francisco Ozoria Acosta
Francisco Ozoria Acosta (Nagua, 10 ottobre 1951) è un arcivescovo cattolico dominicano, dal 4 luglio 2016 arcivescovo metropolita di Santo Domingo e primate delle Indie e dal 2 gennaio 2017 ordinario militare per la Repubblica Dominicana.

## Biografia
Monsignor Francisco Ozoria Acosta è nato a Nagua il 10 ottobre 1951.

### Formazione e ministero sacerdotale
Ha compiuto gli studi elementari nelle scuole primarie "Payita" e "Mercedes Bello" di Nagua e gli studi medi nel seminario minore "San Pio X", di Licey al Medio, Santiago de los Caballeros. Ha frequentato gli studi filosofici nella Pontificia Università Cattolica Madre e Maestra di Santiago de los Caballeros e gli studi teologici nel seminario pontificio "San Tommaso d'Aquino" di Santo Domingo.
Il 2 settembre 1978 è stato ordinato presbitero per la diocesi di San Francisco de Macorís. In seguito è stato membro dell'opera diocesana per le vocazioni sacerdotali, vicerettore e formatore del seminario minore "Santo Curato d'Ars di Concepción de la Vega dal 1978 al 1981, parroco della parrocchia Maria Madre della Chiesa a San Francisco de Macorís dal 1981 al 1988 e vicario episcopale per la pastorale e per un breve periodo pure parroco di San José della Bomba di Cenoví per 9 mesi, San Juan Bautista de Pimentel per 13 mesi e della cattedrale di Sant'Anna per due anni.
Nel 1988 è stato inviato a Roma per studiare alla Pontificia Università Lateranense dove nel 1990 ha ottenuto la licenza in teologia pastorale. Tornato in patria è divenuto formatore e professore di teologia pastorale nel seminario pontificio "San Tommaso d'Aquino" di Santo Domingo. Al contempo è stato parroco della parrocchia della Santissima Trinità a Nagua, di quella di San Francesco d'Assisi a El Factor dal 1992 al 1997 e di quella di San Giacomo Apostolo di Arroyo al Medio.

### Ministero episcopale
Il 1º febbraio 1997 papa Giovanni Paolo II lo ha nominato primo vescovo della nuova diocesi di San Pedro de Macorís. Ha ricevuto l'ordinazione episcopale il 15 febbraio successivo dal cardinale Nicolás de Jesús López Rodríguez, arcivescovo metropolita di Santo Domingo, coconsacranti l'arcivescovo metropolita di Santiago de los Caballeros Juan Antonio Flores Santana e il vescovo di San Francisco de Macorís Jesús María de Jesús Moya. Durante la stessa celebrazione ha preso possesso della diocesi.
Nel luglio del 2007 e nel maggio del 2015 ha compiuto la visita ad limina.
Il 4 luglio 2016 papa Francesco lo ha nominato arcivescovo metropolita di Santo Domingo e primate delle Indie. Ha preso possesso dell'arcidiocesi il 10 settembre successivo.
Il 2 gennaio 2017 lo stesso pontefice lo ha nominato ordinario militare per la Repubblica Dominicana. Ha preso possesso dell'ordinariato il 21 marzo successivo.
In seno alla Conferenza episcopale dominicana è presidente della commissione nazionale per i laici e della commissione nazionale per la gioventù dal 2014. È stato presidente della commissione per i congressi eucaristici internazionali, della commissione nazionale per la pastorale della mobilità umana, della commissione episcopale per la pastorale haitiana e della commissione per la pastorale degli operatori della salute dal 2008 al 2014.

## Genealogia episcopale e successione apostolica
La genealogia episcopale è:
- Cardinale Scipione Rebiba
- Cardinale Giulio Antonio Santori
- Cardinale Girolamo Bernerio, O.P.
- Arcivescovo Galeazzo Sanvitale
- Cardinale Ludovico Ludovisi
- Cardinale Luigi Caetani
- Cardinale Ulderico Carpegna
- Cardinale Paluzzo Paluzzi Altieri degli Albertoni
- Papa Benedetto XIII
- Papa Benedetto XIV
- Papa Clemente XIII
- Cardinale Bernardino Giraud
- Cardinale Alessandro Mattei
- Cardinale Pietro Francesco Galleffi
- Cardinale Giacomo Filippo Fransoni
- Cardinale Carlo Sacconi
- Cardinale Edward Henry Howard
- Cardinale Mariano Rampolla del Tindaro
- Cardinale Antonio Vico
- Arcivescovo George Joseph Caruana
- Cardinale Manuel Arteaga y Betancourt
- Cardinale Octavio Antonio Beras Rojas
- Cardinale Nicolás de Jesús López Rodríguez
- Arcivescovo Francisco Ozoria Acosta

La successione apostolica è:
- Vescovo Jesús Castro Marte (2017)
- Vescovo Ramón Benito Ángeles Fernández (2017)
- Vescovo Faustino Burgos Brisman, C.M. (2017)
- Vescovo José Amable Durán Tineo (2020)